# Pyšný štít
Le Pyšný štít (polonais : Durny Szczyt) est le cinquième plus haut sommet de la Slovaquie et de la chaîne des Hautes Tatras qui appartient aux montagnes des Carpates occidentales. Il culmine à 2 621 mètres d'altitude. 